# لاست (فصل ۲)
پخش فصل دوم مجموعه تلویزیونی آمریکایی لاست در ۲۱ سپتامبر ۲۰۰۵ در ایالات متحده و کانادا آغاز شد و در ۲۴ مه ۲۰۰۶ به پایان رسید. فصل دوم ادامه داستان یک گروه بیش از چهل نفری است که سرگردان شده‌اند. در جزیره ای دورافتاده در اقیانوس آرام جنوبی، پس از سقوط هواپیمای آنها چهل و چهار روز قبل از شروع فصل. سازندگان بیان کرده‌اند که از آنجایی که فصل اول دربارهٔ معرفی بازماندگان است، فصل دوم دربارهٔ ایستگاه تحقیقاتی علمی دارما در دهه ۱۹۷۰ است که بازماندگان در جزیره کشف کردند و از آن به عنوان «هچ» یاد می‌کنند.
فصل دوم چهارشنبه‌ها ساعت ۲۱:۰۰ در ایالات متحده پخش شد. علاوه بر بیست و چهار قسمت معمولی (با مدت زمان هر قسمت حدوداً ۴۲ دقیقه)، سه نمایش کلیپ رویدادهای قبلی نمایش را بازخوانی کردند. «مقصد گمشده» قبل از پخش، «گمشده: مکاشفه» قبل از قسمت دهم و «گمشده: حسابرسی» قبل از قسمت بیستم پخش شد. این فصل در دی‌وی‌دی به‌عنوان یک مجموعه جعبه‌دار هفت دیسکی منتشر شد.

## بازیگران

### شخصیت‌های اصلی
- آدواله آکینویه آگباجه در نقش: آقای اکو
- نوین اندروز در نقش: سعید جراح
- امیلی دی راوین در نقش: کلر لیتلتون
- متیو فاکس در نقش: جک شپرد
- هورهه گارسیا در نقش: هوگو هارلی ریس
- مگی گریس در نقش: شانون رادرفورد
- جاش هالووی در نقش: جیمز ساویر فورد
- مالکوم دیوید کلی در نقش: والت لوید
- دنیل دای کیم در نقش: جین‌سو ون
- یونجین کیم در نقش: سان‌ها ون
- اوانجلین لیلی در نقش: کیت آستن
- دامینیک مانهن در نقش: چارلی پیس
- تری اوکوئین در نقش: جان لاک
- هارولد پرینو در نقش: مایکل داوسون
- سینتیا واتروس در نقش: لیبی
- میشل رودریگز در نقش: آنا لوسیا کورتز

### شخصیت‌های دوره‌ای و مهمان
- مایکل امرسون در نقش: بنجامین لینوس
- ال اسکات کالدول و سم اندرسون در نقش: رز و برنارد ندلر
- کیمبرلی جوزفدر نقش: سیندی
- هنری ایان کوسیک در نقش: دزموند هیوم
- ام.سی. گینی در نقش: تام فرندلی
- تانیا ریموند در نقش: الکس روسو
- جان تری در نقش: در نقش: کریستین شپرد
- فرانسوا چاو در نقش: دکتر چانگ
- کلنسی براون در نقش: کلوین جو اینمن
- کیتی سیگال در نقش: هلن

## قسمت‌ها
| شم. کلی | شم. در فصل | عنوان                          | کارگردان          | نویسنده                                 | Featured character(s)                 | تاریخ انتشار اصلی | U.S. تعداد بیننده (میلیون) |
| ------- | ---------- | ------------------------------ | ----------------- | --------------------------------------- | ------------------------------------- | ----------------- | -------------------------- |
| ۲۶      | ۱          | «Man of Science, Man of Faith» | Jack Bender       | Damon Lindelof                          | Jack                                  | ۲۱ سپتامبر ۲۰۰۵   | 23.47                      |
| ۲۷      | ۲          | «Adrift»                       | Stephen Williams  | Steven Maeda & Leonard Dick             | Michael                               | ۲۸ سپتامبر ۲۰۰۵   | 23.17                      |
| ۲۸      | ۳          | «Orientation»                  | Jack Bender       | Javier Grillo-Marxuach & Craig Wright   | Locke                                 | ۵ اکتبر ۲۰۰۵      | 22.38                      |
| ۲۹      | ۴          | «Everybody Hates Hugo»         | Alan Taylor       | Edward Kitsis & Adam Horowitz           | Hurley                                | ۱۲ اکتبر ۲۰۰۵     | 21.66                      |
| ۳۰      | ۵          | «...And Found»                 | Stephen Williams  | Carlton Cuse & Damon Lindelof           | Sun & Jin                             | ۱۹ اکتبر ۲۰۰۵     | 21.38                      |
| ۳۱      | ۶          | «Abandoned»                    | Adam Davidson     | Elizabeth Sarnoff                       | Shannon                               | ۹ نوامبر ۲۰۰۵     | 20.01                      |
| ۳۲      | ۷          | «The Other 48 Days»            | Eric Laneuville   | Damon Lindelof & Carlton Cuse           | Ana Lucia, Bernard, Libby and Mr. Eko | ۱۶ نوامبر ۲۰۰۵    | 21.87                      |
| ۳۳      | ۸          | «Collision»                    | Stephen Williams  | Javier Grillo-Marxuach & Leonard Dick   | Ana Lucia                             | ۲۳ نوامبر ۲۰۰۵    | 19.29                      |
| ۳۴      | ۹          | «What Kate Did»                | Paul Edwards      | Steven Maeda & Craig Wright             | Kate                                  | ۳۰ نوامبر ۲۰۰۵    | 21.54                      |
| ۳۵      | ۱۰         | «The 23rd Psalm»               | Matt Earl Beesley | Carlton Cuse & Damon Lindelof           | Mr. Eko                               | ۱۱ ژانویه ۲۰۰۶    | 20.56                      |
| ۳۶      | ۱۱         | «The Hunting Party»            | Stephen Williams  | Elizabeth Sarnoff & Christina M. Kim    | Jack                                  | ۱۸ ژانویه ۲۰۰۶    | 19.13                      |
| ۳۷      | ۱۲         | «Fire + Water»                 | Jack Bender       | Edward Kitsis & Adam Horowitz           | Charlie                               | ۲۵ ژانویه ۲۰۰۶    | 19.05                      |
| ۳۸      | ۱۳         | «The Long Con»                 | Roxann Dawson     | Steven Maeda & Leonard Dick             | Sawyer                                | ۸ فوریه ۲۰۰۶      | 18.74                      |
| ۳۹      | ۱۴         | «One of Them»                  | Stephen Williams  | Damon Lindelof & Carlton Cuse           | Sayid                                 | ۱۵ فوریه ۲۰۰۶     | 18.20                      |
| ۴۰      | ۱۵         | «Maternity Leave»              | Jack Bender       | Dawn Lambertsen Kelly & Matt Ragghianti | Claire                                | ۱ مارس ۲۰۰۶       | 16.43                      |
| ۴۱      | ۱۶         | «The Whole Truth»              | Karen Gaviola     | Elizabeth Sarnoff & Christina M. Kim    | Sun                                   | ۲۲ مارس ۲۰۰۶      | 15.30                      |
| ۴۲      | ۱۷         | «Lockdown»                     | Stephen Williams  | Carlton Cuse & Damon Lindelof           | Locke                                 | ۲۹ مارس ۲۰۰۶      | 16.21                      |
| ۴۳      | ۱۸         | «Dave»                         | Jack Bender       | Edward Kitsis & Adam Horowitz           | Hurley                                | ۵ آوریل ۲۰۰۶      | 16.38                      |
| ۴۴      | ۱۹         | «S.O.S.»                       | Eric Laneuville   | Steven Maeda & Leonard Dick             | Rose & Bernard                        | ۱۲ آوریل ۲۰۰۶     | 15.68                      |
| ۴۵      | ۲۰         | «Two for the Road»             | Paul Edwards      | Elizabeth Sarnoff & Christina M. Kim    | Ana Lucia                             | ۳ مه ۲۰۰۶         | 15.56                      |
| ۴۶      | ۲۱         | «?»                            | Deran Sarafian    | Damon Lindelof & Carlton Cuse           | Mr. Eko                               | ۱۰ مه ۲۰۰۶        | 16.35                      |
| ۴۷      | ۲۲         | «Three Minutes»                | Stephen Williams  | Edward Kitsis & Adam Horowitz           | Michael                               | ۱۷ مه ۲۰۰۶        | 14.67                      |
| 48۴۹    | 23۲۴       | «Live Together, Die Alone»     | Jack Bender       | Carlton Cuse & Damon Lindelof           | Desmond                               | ۲۴ مه ۲۰۰۶        | 17.84                      |

## بازخورد
در راتن تومیتوز، این فصل دارای امتیاز تأیید ۱۰۰٪ با میانگین امتیاز ۹٫۲/۱۰ بر اساس ۱۲ بررسی است. اجماع انتقادی این وب‌سایت می‌گوید: «این فصل سال دوم به آرامی پیش می‌رود، و هم اسرار جزیره و هم عمق غارگان آن را عمیق‌تر می‌کند».
مجموعه دی وی دی در اولین هفته انتشار خود، با فروش ۵۰۰۰۰۰ نسخه در روز اول، در رتبه اول جدول فروش قرار گرفت. اولین پخش فصل با ۲۳٫۴۷ میلیون بیننده آمریکایی به رتبه‌بندی بالایی برای سریال رسید.